# آنیستوس
پاپ آنیستوس (به انگلیسی: Pope Anicetus) یکی از پاپ‌های کلیسای کاتولیک رم بود که در امسا سوریه به دنیا آمد و بین سال‌های ۱۵۵ تا ۱۶۶ میلادی پاپ بود.